# NHKヒットステージ
『NHKヒットステージ』（エヌエイチケイ- ）は、1992年4月14日から1993年3月16日まで放送されたNHK総合テレビジョンの音楽番組である。

## 概要
放送時間は毎週火曜20:00 - 20:43で、NHKホールからの公開生放送だった。
新人歌手を紹介するコーナー「新人コーナー・スター大発見！」では、デビューして年月が浅い歌手が5週勝ち抜きをめざして歌を披露していた。
基本は演歌や懐メロを扱う。SMAPや嘉門達夫らが出演したことがあった。
本番組の終了を以て、1980年4月の「歌のビッグステージ」以降続いた、総合テレビの火曜20時台の音楽番組が途絶えた。後継番組「NHK歌謡コンサート」は「土曜20時台」に移った。

## 出演者
- 徳田章（アナウンサー） - 司会
- Mi-Ke（アイドルトリオ） - アシスタント